# Sant’Ippolito
Sant’Ippolito település Olaszországban, Marche régióban, Pesaro és Urbino megyében. Lakosainak száma 1475 fő (2023. január 1.). Sant’Ippolito Fossombrone, Fratte Rosa, Montefelcino, Colli al Metauro és Terre Roveresche községekkel határos.

## Népesség
A település lakossága az elmúlt években az alábbi módon változott:
| Lakosok száma | 1543 | 1519 | 1475 |
|               | 2017 | 2018 | 2023 |